# Classe Cheng Kung
La classe Cheng Kung (en chinois traditionnel : 成功級 ; pinyin : Chénggōng jí) est une classe de frégate de la Marine de la république de Chine.

## Historique
La classe Cheng Kung, virtuellement identique à la classe Oliver Hazard Perry de l'US Navy, est affectée aux missions de reconnaissance et d'entraînement au combat.
Dans le cadre du programme de modernisation navale Kuang Hua I, la Marine de la république de Chine planifie dans le début des années 1990 de se doter d'environ 25 frégates modernes : entre 8 et 12 d'après la classe Oliver Hazard Perry américaine, 6 d'après la classe La Fayette française, et entre 6 et 9 d'après la classe Knox américaine.
La coopération se fait entre le gouvernement américain, les entrepreneurs américains du secteur de la défense et la CSBC Corporation. L'étude, la fabrication et la mise en opération est faite par la CSBC Corporation et l'Institut Chungshan des sciences et des technologies, la Marine de la république de Chine en collaboration avec Lockheed Martin.
La commande initiale est passée le 8 mai 1989 pour huit unités. La première frégate, le Cheng Kung, est construite entre le 10 janvier 1990 et le 7 mai 1993. La septième est quant à elle achevée en novembre 1998. La construction de la huitième est annulée en 1995 afin de financer celle d'un patrouilleur de classe Ching Chiang.
Le projet de construction d'un huitième exemplaire est remis à l'ordre du jour en juillet 1999. Confiée à CSBC Corporation comme les précédentes frégates, elle a lieu de 2001 et 2004.
Deux frégates américaines de la classe Oliver Hazard Perry sont par ailleurs vendues à la Marine de la république de Chine, livrées officiellement le 8 novembre 2018,.

## Liste des navires
Liste des frégates de la classe Cheng Kung :
- Cheng Kung (PFG2-1101)
- Cheng Ho (PFG2-1103)
- Chi Kuang (PFG2-1105)[Note 1]
- Yueh Fei (PFG2-1106)
- Tzu I (PFG2-1107)
- Pan Chao (PFG2-1108)
- Chang Chien (PFG2-1109)
- Tian Dan (PFG2-1110)
- Ming Chuan (PFG-1112)
- Feng Jia (PFG-1115)[Note 1]

Les premières frégates sont stationnées sur la base navale de Zuoying, tandis que les deux dernières sont stationnées à Magong, au sein de la 146e flotte,.
Les premières frégates fabriquées sous licence par la CSBC Corporation portent toutes le nom de généraux et guerriers chinois. Les deux frégates américaines retrofitées sont quant à elles renommées d'après un gouverneur de Taïwan et un poète.